# Finanças pessoais
Finanças pessoais é a disciplina que estuda a aplicação de conceitos financeiros e empresariais nas decisões financeiras de uma pessoa ou de uma família.
Em Finanças Pessoais, são consideradas todas as características da família e os diversos eventos financeiros que esta atravessa, bem como a sua fase de vida, de modo a proporcionar um planeamento financeiro adequado às suas necessidades e prioridades.
Tudo começa no diagnóstico da situação actual da família e na sua definição de objectivos e prioridades, o que é possibilitado pela construção do Orçamento Doméstico ou do Balanço Familiar. De seguida, procura-se perceber os vários Investimentos ou Poupanças e as suas potencialidades e adequação ao Perfil de Risco e Horizonte Temporal de Investimento, bem como a identificação precisa dos vários Créditos e suas características:
1. Finalidade;
2. Prazo;
3. Montante;
4. Custo ou Juro Suportado.

Todo o diagnóstico é trabalhado no sentido de se definirem estratégias que possibilitem o melhor nível de conforto financeiro, seja pela resolução de problemas financeiros ou pela definição de estratégias de investimento.

## Objetivo
A disciplina de Finanças Pessoais tem como principal objetivo ajudar as famílias a fazer um uso adequado do seu dinheiro, permitindo a satisfação das necessidades da família de acordo com as suas prioridades. A capacidade de analisar a melhor alocação do dinheiro no tempo é um dos principais instrumentos de sucesso de qualquer cidadão. A maneira responsável e profissional em lidar com os recursos financeiros permite o equilíbrio no orçamento e o atingimento de metas: de curto, médio e longo-prazo.

## Acompanhamento de Gastos
Uma das principais valências da disciplina de Finanças Pessoais é ajudar a família a acompanhar e controlar os seus gastos financeiros, com recurso a uma ferramenta indispensável no mundo empresarial, o Orçamento.
O Orçamento Familiar não é mais do que uma planificação dos rendimentos que uma família obtém - sejam salários, prêmios, abonos ou subsídios, rendimentos de capital, entre outros – e do destino que lhes dá – despesas, poupanças ou investimentos – num determinado período de tempo .
A construção rigorosa de um orçamento permite determinar se as contas estão deficitárias ou superavitária, podendo as suas valências ser resumidas em (1) Identificação da sua situação atual, (2) Identificação de padrões de consumo e de poupança, (3) Identificação de despesas passíveis de eliminação (4) Planeamento do consumo nos meses seguintes e (5) Definição de objetivos de poupança .
Além disso, essa construção de controle rigorosa facilita a compreensão de se ter objetivos propósitos sempre em mente podendo desta forma montar um plano de ação robusto para situações financeiras adversas. 
A forma mais tradicional de acompanhamento de gastos é a anotação em papel de todos os eventos. É um bom hábito também associar cada evento a uma descrição para relembrar no futuro. Outra boa prática é associar os eventos a categorias. A consolidação dos eventos permite a identificação das categorias que estão consumindo maior quantidade de dinheiro, e que muito provavelmente requer uma ação de controle.
Atualmente, existem softwares destinados ao controle de gastos de um indivíduo ou de uma família, com o objetivo de permitir o controle financeiro para evitar o endividamento, a qualidade das despesas e planejar o futuro. Podem ser desde uma simples planilha eletrônica, até completos softwares que integram diversos recursos online.
Um bom controle de despesas deve ser feito com rotina e disciplina, sendo muito importante o acompanhamento dos gastos, que consiste em submeter todo o dinheiro recebido e gasto a um gerenciador. Cada entrada deve ser associada a uma categoria (escola, residência, imposto, etc...) para poder analisar o consumo e adequá-lo a real necessidade do indivíduo.

## Estudo de opções de financiamento
Atualmente existem diversos tipos de linhas de crédito para compra de bens, não se limitando apenas ao tradicional crédito pessoal. Hoje estão disponíveis produtos com juros pré-fixados, pós-fixados, com carência e resíduos. Desta forma, um estudo detalhado é necessário para determinar a melhor forma de comprar um bem.

## Planos de aposentadoria
Faz parte das finanças pessoais elaborar um plano de investimento para garantir a aposentadoria de cada indivíduo da família. Para poder parar de trabalhar é preciso garantir uma fonte de renda que sustentará o padrão de vida adquirido. Aposentadoria, portanto, exige o acúmulo de um patrimônio que seja capaz de gerar, por si só, uma renda capaz de substituir o provento ou pro labore.
Esta renda extra pode vir de dividendos de empresas, alugueis de imóveis, da aposentadoria do INSS, de investimentos em produtos financeiros ou de um seguro privado. Entre os seguros de aposentadoria mais comuns no Brasil são os PGBL  e VGBL. Os limites estabelecidos por lei podem ser diferentes em cada país; em qualquer caso finanças pessoais não devem ignorar os princípios de comportamento correto: as pessoas não devem desenvolver apego à ideia do dinheiro, moralmente repreensível, e quando investem deve manter o horizonte no médio e longo prazo, evitando os perigos no desempenho esperado de investimento.